# 황제도
황제도(皇帝島)는 전라남도 완도군 금일읍(金日邑) 동백리(桐栢里)에 있는 섬이다.
면적은 0.6km2이며, 약 18세대가 거주한다 (2001년 기준). 완도에서 남동쪽으로 약33km 떨어져 있으며, 본섬 외에 남쪽의 안매도(安梅島)를 비롯해 고래섬·덜섬등부속섬으로 이루어져 있다. 최고봉은 북쪽 해안 가까이에 솟은 78.9m의 봉우리이며, 마을은 섬 중앙에 있다. 섬 남쪽에는 육계도(陸繫島)가 있는데 이 일대가 각종 해산물의 주요 생산지이다.
조선 효종(孝宗) 때 김해 김씨(金海金氏)가 처음으로 이주한 뒤, 조양 임씨(兆陽林氏)가 들어 오면서 마을이 형성되었는데, 섬 이름은 옛날 황제(黃帝)가 쉬어 갔다는 전설에서 유래한다. 또 이 섬에는 석선터(石船攄)라는 지명이 있어, 이에 얽힌 전설이 재미있다. 신라 때 당나 라 사람들이 근해를 항해하던 중 거센 풍랑을 만난 끝에 이 섬까지 밀려와 겨우 생명을 구하였다. 이들이 섬에 오르고 보니, 재질이 좋은 돌들이 널려 있어 시험 삼아 돌배[石船]를 만들어 바다에 띄워 보았다. 예상밖으로 배가 물에 뜨자 이 돌배를 타고 당나라로 돌아갈 수 있었다 하여 이곳을 석선터로 부르게 되었다 한다.

## 같이 보기
- 여자도